# Трог
Трог, троговая долина (от нем. Trog — «корыто») — долина в ледниковой или древнеледниковой области с корытообразным (U-образным) поперечным профилем, широким дном и крутыми вогнутыми бортами, которые связаны с выпахивающей деятельностью ледников.
Борта типичных троговых долин вверху переходят в более пологие обработанные льдом участки, называемые плечами трогов. У некоторых трогов бывает не одна, а две или три пары плеч. Такие вложенные троги часто объясняют тем, что более молодые долины врезаны в днища более древних. 
В продольном профиле троговые долины обычно имеют ступенчатую форму, где чередуются переуглубленные участки (бассейны выпахивания) с приподнятыми скалистыми ступенями (ригелями). Бассейны часто заполнены озёрами или речными отложениями, а ригели чаще всего обнажены, покрыты бараньими лбами и изборождены ледниковыми шрамами и штриховкой.
Отличительной чертой троговых долин служат висячие долины-притоки. Их днище лежит выше, нередко на 150—200 м и более, чем дно основной троговой долины, и отделяется от него устьевой ступенью. Это объясняется тем, что ледник, заполнявший основную долину, врезался заметно сильнее, чем его более мелкий приток.
Наиболее крупные троги могут достигать в длину нескольких десятков, иногда сотен километров. Троги широко распространены во всех горно-ледниковых районах суши. Там, где ледники достигали или достигают уровня моря, троговые долины продолжаются в виде фьордов.